# Elezioni regionali in Veneto del 1990
Le elezioni regionali in Veneto del 1990 si tennero il 6-7 maggio.

## Risultati elettorali
| Liste                                               | Voti      | %     | Seggi |
| --------------------------------------------------- | --------- | ----- | ----- |
| Democrazia Cristiana (DC)                           | 1.294.996 | 42,38 | 27    |
| Partito Comunista Italiano (PCI)                    | 475.342   | 15,56 | 10    |
| Partito Socialista Italiano (PSI)                   | 419.087   | 13,72 | 8     |
| Lista Verde - Verdi Arcobaleno (LV-VA)              | 217.440   | 7,12  | 4     |
| Lega Nord-Liga Veneta                               | 180.676   | 5,91  | 3     |
| Movimento Sociale Italiano - Destra Nazionale (MSI) | 83.225    | 2,72  | 1     |
| Partito Repubblicano Italiano (PRI)                 | 77.932    | 2,55  | 1     |
| Partito Socialista Democratico Italiano (PSDI)      | 65.424    | 2,14  | 1     |
| Union del Popolo Vèneto                             | 58.093    | 1,90  | 1     |
| Partito Liberale Italiano (PLI)                     | 48.767    | 1,60  | 1     |
| Caccia Pesca Ambiente (CPA)                         | 47.289    | 1,55  | 1     |
| Antiproibizionisti sulla droga                      | 33.974    | 1,11  | 1     |
| Civica (PSd'Az - altri)                             | 26.235    | 0,86  | 1     |
| Democrazia Proletaria (DP)                          | 25.720    | 0,84  | -     |
| L'Uomo Qualunque                                    | 1.406     | 0,05  | -     |
| TOTALE                                              | 3.055.606 |       | 60    |

| Riepilogo dei seggi | Riepilogo dei seggi | Riepilogo dei seggi | Riepilogo dei seggi | Riepilogo dei seggi | Riepilogo dei seggi | Riepilogo dei seggi |
| ------------------- | ------------------- | ------------------- | ------------------- | ------------------- | ------------------- | ------------------- |
|                     |                     |                     |                     |                     |                     |                     |
| PCI                 | 10                  | ▼ 2                 |                     | PSI                 | 8                   | ━                   |
| PSDI                | 1                   | ━                   |                     | LV - VA             | 4                   | ▲ 3                 |
| Antiproibizionisti  | 1                   | Nuovo               |                     | Civica              | 1                   | Nuovo               |
| CPA                 | 1                   | Nuovo               |                     | LV                  | 3                   | ▲ 1                 |
| UPV                 | 1                   | Nuovo               |                     | PRI                 | 1                   | ▼ 1                 |
| DC                  | 27                  | ▼ 3                 |                     | PLI                 | 1                   | ━                   |
| MSI-DN              | 1                   | ▼ 1                 |                     |                     |                     |                     |

## Consiglieri eletti
| Collegio | Lista                                         | Eletto                     |
| -------- | --------------------------------------------- | -------------------------- |
| Venezia  | Democrazia Cristiana                          | Luciano Falcier            |
| Venezia  | Democrazia Cristiana                          | Mirko Marzaro              |
| Venezia  | Democrazia Cristiana                          | Sante Perticaro            |
| Venezia  | Democrazia Cristiana                          | Carlo Alberto Tessarin     |
| Venezia  | Partito Comunista Italiano                    | Paolo Cacciari             |
| Venezia  | Partito Comunista Italiano                    | Walter Vanni               |
| Venezia  | Partito Comunista Italiano                    | Ruddi Varisco              |
| Venezia  | Partito Socialista Italiano                   | Umberto Carraro            |
| Venezia  | Partito Socialista Italiano                   | Luigi Covolo               |
| Venezia  | Verdi                                         | Michele Boato              |
| Venezia  | Partito Socialista Democratico Italiano       | Pierantonio Belcaro        |
| Venezia  | Iniziativa Civica                             | Silvano Ceccarelli         |
| Venezia  | Antiproibizionisti sulla droga                | Emilio Vesce               |
| Belluno  | Democrazia Cristiana                          | Floriano Prà               |
| Belluno  | Democrazia Cristiana                          | Guido Trento               |
| Belluno  | Partito Socialista Italiano                   | Giovanni Crema             |
| Belluno  | Partito Comunista Italiano                    | Angelo Tanzarella          |
| Padova   | Democrazia Cristiana                          | Aldo Bottin                |
| Padova   | Democrazia Cristiana                          | Gianfranco Cremonese       |
| Padova   | Democrazia Cristiana                          | Franco Frigo               |
| Padova   | Democrazia Cristiana                          | Margherita Miotto          |
| Padova   | Democrazia Cristiana                          | Maurizio Creuso            |
| Padova   | Partito Comunista Italiano                    | Elio Armano                |
| Padova   | Partito Comunista Italiano                    | Maria Caterina Virdis      |
| Padova   | Partito Socialista Italiano                   | Adriano Fusaro             |
| Padova   | Verdi                                         | Ivo Rossi                  |
| Padova   | Partito Liberale Italiano                     | Paolo Cadrobbi             |
| Rovigo   | Democrazia Cristiana                          | Giulio Fausto Veronese     |
| Rovigo   | Partito Comunista Italiano                    | Pierpaolo Borghero         |
| Treviso  | Democrazia Cristiana                          | Francesco Adami            |
| Treviso  | Democrazia Cristiana                          | Roberto Da Dalt            |
| Treviso  | Democrazia Cristiana                          | Gian Pietro Favaro         |
| Treviso  | Democrazia Cristiana                          | Fidenzio Benedos           |
| Treviso  | Democrazia Cristiana                          | Mariella Andreatta         |
| Treviso  | Partito Socialista Italiano                   | Tullio Guadagnin           |
| Treviso  | Partito Comunista Italiano                    | Lorenzo Vigna              |
| Treviso  | Liga Veneta                                   | Giampaolo Gobbo            |
| Treviso  | Partito Repubblicano Italiano                 | Vittorio Guillion Mangilli |
| Verona   | Democrazia Cristiana                          | Roberto Bissoli            |
| Verona   | Democrazia Cristiana                          | Graziano Tovo              |
| Verona   | Democrazia Cristiana                          | Giuseppe Venturini         |
| Verona   | Democrazia Cristiana                          | Anna Maria Leone           |
| Verona   | Democrazia Cristiana                          | Antonio Bogoni             |
| Verona   | Partito Socialista Italiano                   | Renzo Burro                |
| Verona   | Partito Socialista Italiano                   | Roberto Buttura            |
| Verona   | Partito Comunista Italiano                    | Giorgio Gabanizza          |
| Verona   | Liga Veneta                                   | Franco Rocchetta           |
| Verona   | Verdi                                         | Massimo Valpiana           |
| Verona   | Movimento Sociale Italiano - Destra Nazionale | Fabrizio Comencini         |
| Vicenza  | Democrazia Cristiana                          | Giorgio Carollo            |
| Vicenza  | Democrazia Cristiana                          | Antonio Corazzin           |
| Vicenza  | Democrazia Cristiana                          | Camillo Cimenti            |
| Vicenza  | Democrazia Cristiana                          | Luigi D'Agrò               |
| Vicenza  | Democrazia Cristiana                          | Gaetano Fontana            |
| Vicenza  | Partito Socialista Italiano                   | Amalia Sartori             |
| Vicenza  | Partito Comunista Italiano                    | Giuseppe Pupillo           |
| Vicenza  | Liga Veneta                                   | Marilena Marin             |
| Vicenza  | Verdi                                         | Francesco Bortolotto       |
| Vicenza  | Union del Popolo Vèneto                       | Ettore Beggiato            |
| Vicenza  | Caccia Pesca Ambiente                         | Sergio Berlato             |